# Orobanche gamosepala
Orobanche gamosepala är en snyltrotsväxtart som beskrevs av Reuter. Orobanche gamosepala ingår i släktet snyltrötter, och familjen snyltrotsväxter. Inga underarter finns listade i Catalogue of Life.